# Тюкін Едуард Автанділович
Едуард Автанділович Тюкін (рос. Эдуард Автандилович Тюкин, нар. 19 травня, 1978) — російський важкоатлет, бронзовий призер Олімпійських ігор 2004 року, призер чемпіонату Європи.

## Біографія
Едуард Тюкін народився 19 травня 1978 року.
Спортсмен виступав успішно на юніорському рівні, ставши чемпіоном світу та Європи. За національну збірну Росії дебютував у 1999 році на чемпіонаті світу, де посів 22-ге місце у ваговій категорії до 85 кг.
Найбільшого успіху спортсмен добився у 2004 році, після переходу у вагову категорію до 94 кг. На чемпіонаті Європи, що відбувався у Києві, Тюкін став срібним призером. Вдалі виступи дали йому можливість представити Росію на Олімпійських іграх у Афінах. Там показав результат 397.5 кг та став бронзовим призером, поступившись лише Мілену Добреву та Хаджимурату Аккаєву.

## Результати
| Рік              | Місце            | Вага             | Ривок            | Ривок            | Ривок            | Ривок            | Поштовх          | Поштовх          | Поштовх          | Поштовх          | Загалом          | Місце            |
| Рік              | Місце            | Вага             | 1                | 2                | 3                | Місце            | 1                | 2                | 3                | Місце            | Загалом          | Місце            |
| Олімпійські ігри | Олімпійські ігри | Олімпійські ігри | Олімпійські ігри | Олімпійські ігри | Олімпійські ігри | Олімпійські ігри | Олімпійські ігри | Олімпійські ігри | Олімпійські ігри | Олімпійські ігри | Олімпійські ігри | Олімпійські ігри |
| ---------------- | ---------------- | ---------------- | ---------------- | ---------------- | ---------------- | ---------------- | ---------------- | ---------------- | ---------------- | ---------------- | ---------------- | ---------------- |
| 2004             | Афіни, Греція    | до 94 кг         | 177.5            | 182.5            | 185.0            | 182.5            | 215.0            | 220.0            | 220.0            | 215.0            | 397.5            | 3                |
| Чемпіонат світу  |                  |                  |                  |                  |                  |                  |                  |                  |                  |                  |                  |                  |
| 1999             | Афіни, Греція    | до 85 кг         | 155.0            | 160.0            | 165.0            | 19               | 185.0            | 190.0            | 195.0            | 28               | 350.0            | 22               |
| Чемпіонат Європи |                  |                  |                  |                  |                  |                  |                  |                  |                  |                  |                  |                  |
| 2004             | Київ, Україна    | до 94 кг         | 175.0            | 180.0            | 182.5            | 3                | 212.5            | 217.5            | 220.0            | 3                | 397.5            | 2                |